# ERC Hannover
Der Eis- und Rollsport Club Hannover ist ein Sportverein aus Hannover, der vor allem für seine Inlinehockey-Abteilung bekannt ist. Diese spielt unter dem Namen ERC Hannover Hurricanez. Weitere Abteilungen sind Rollkunstlauf, Stocksport, Bike Polo und Roller Derby. Seit 2018 gehören zudem die Para-Eishockeyspieler der ERC Hannover Ice Lions zum Verein.